# Colpa mia
Colpa mia è il settimo album della cantante italiana Pietra Montecorvino, pubblicato dall'etichetta discografica Cheyenne Records nel 2015. 

## Descrizione
È presente una cover di A chi di Fausto Leali, e Tu si na cosa grande di Domenico Modugno.

## Tracce
1. Colpa mia – 4:09
2. Quarta dimensione – 2:41
3. W La Vie – 3:24
4. Allez Les Garcons – 3:40
5. A chi – 3:36
6. Far Away – 4:06
7. No no no – 2:56
8. Terra mia – 4:27
9. Dove sei – 3:33
10. Tu si na cosa grande – 3:51

Durata totale: 36:23